# Centennial Pavilion
Der  Centennial Pavilion (deutsch: Pavillon der Jahrhundertfeier) ist ein Nationaldenkmal in Monrovia, Hauptstadt  der westafrikanischen Republik Liberia. Es liegt angrenzend an das Nationalmuseum in der historischen Altstadt, im Häuserblock zwischen Broad Street im Süden, Ashmun Street im Norden, Center Street und Buchanan Street. Die ausgebrannte Hochhausruine  des Edward J. Roye Building befindet sich im Straßenblock nordöstlich des Gebäudes.
Am  Denkmal werden alljährlich am 26. Juli, dem liberianischen Staatsfeiertag, politische Gedenkveranstaltungen abgehalten.
Das Denkmal wurde aus Anlass der 100. Wiederkehr der Staatsgründung Liberias am 26. Juli 1947 errichtet und vom damaligen Staatspräsidenten, William S. Tubman feierlich eingeweiht.
Das in Form einer Ruhmeshalle errichtete Gebäude zeigt auf der repräsentativen, von zwei Türmen flankierten Schmalseite an der Randall Street die  überlebensgroße, vergoldete Statue des ersten liberianischen Präsidenten Joseph J. Roberts bei der feierlichen Entgegennahme der liberianischen Fahne am 24. August 1847. Davor wurden durch zwei vergoldete Jungfrauen die beiden Volksgruppen Liberias – auf der linken Seite in Gestalt eines barbusigen Mädchens die Repräsentantin der indigenen Bevölkerung und ihr gegenüberstehend in einem schlichten Kleid die Repräsentantin der Amerikoliberianer. Beide verweisen mit einer Geste ihrer Arme auf den Präsidenten.
Im Inneren der aufwändig verzierten Halle befindet sich ein Festsaal für Staatsempfänge und politische Veranstaltungen. Die Säulen wurden mit den Porträts aller liberianischer Präsidenten geschmückt.
Auf der Westseite vor dem Centennial Pavilion befindet sich auf einem Vorplatz ein markanter Obelisk als Denkmal für die Helden der liberianischen Geschichte. Dieser Platz dient als beliebter Bildhintergrund für Hochzeitsfotos und bei ähnlichen Anlässen.